# Popovtsi (Gabrovo)
Popovtsi (Bulgaars: Поповци) is een dorp in centraal-Bulgarije. Het dorp is gelegen in de gemeente Gabrovo, oblast Gabrovo. Het dorp ligt hemelsbreed ongeveer 5 km ten noordwesten van Gabrovo en 160 km ten noordoosten van de hoofdstad Sofia. 

## Bevolking
Op 31 december 2020 telde het dorp Popovtsi 480 inwoners. Het aantal inwoners vertoont al vele jaren een dalende trend: in 1975 had het nog 666 inwoners.
| Bevolkingsontwikkeling tussen 1934 en 2020          |
| --------------------------------------------------- |
|                                                     |
| Bron: Nationaal Statistisch Instituut van Bulgarije |

In de officiële volkstelling van 1 februari 2011 reageerden 513 van de in totaal 536 inwoners. Van deze 513 respondenten gaven 511 personen aangesloten te zijn bij de "Bulgaarse" etnische groep. De rest van de bevolking heeft geen zelfbeschikking opgegeven of helemaal geen antwoord gegeven
| Etnische samenstelling van de respondenten (2011) | Etnische samenstelling van de respondenten (2011) | Etnische samenstelling van de respondenten (2011) | Etnische samenstelling van de respondenten (2011) | Etnische samenstelling van de respondenten (2011) |
| ------------------------------------------------- | ------------------------------------------------- | ------------------------------------------------- | ------------------------------------------------- | ------------------------------------------------- |
|                                                   |                                                   |                                                   |                                                   |                                                   |
| Bulgaren                                          | Bulgaren                                          |                                                   | 99,6%                                             | 99,6%                                             |
| Turken                                            | Turken                                            |                                                   | 0,0%                                              | 0,0%                                              |
| Roma                                              | Roma                                              |                                                   | 0,0%                                              | 0,0%                                              |
| Anders/Onbekend                                   | Anders/Onbekend                                   |                                                   | 0,4%                                              | 0,4%                                              |